# Шама Заїді
Шама Заїді (народилася 25 вересня 1938) — індійська сценаристка, художниця по костюмах, художня керівниця, театральна діячка, мистецтвознавиця, режисерка документальних фільмів. Одружена з режисером М. С. Сатью. Шама Заїді була нагороджена премією «За життєві досягнення» на Міжнародному фестивалі фільмів про культурні артефакти ICA у 2021 році.

## Передумови
Шама Заїді — дочка Башира Хусейна Заїді, політика та освітнього діяча, та його дружини Кудсії Заїді. Її мати Кудсія була соратницею Хабіба Танвіра, комуністичного ідеолога і театрального діяча. Шама була єдиною дочкою подружжя. У неї є двоє братів. Обоє її батьки були тісно пов'язані з «прогресивним» комуністичним рухом в Індії, і Шама виросла в дуже лівому середовищі. Вона здобула освіту в школі Вудсток, Массурі, а потім у Міранда-хаусі, Нью-Делі. Вона отримала ступінь бакалавра англійської мови в Університеті Делі та диплом зі сценічного дизайну в Школі мистецтв Слейда в Лондоні. Її хвалять за чудовий сценарій до телесеріалу «Бхарат Ек Кхо».

## Кар'єра

### Журналістика
- Художній критик The Statesman, The Patriot і Shankar's Weekly, Нью-Делі.
- Написала численні статті про кіно, театр і телебачення для Cinema Vision, Cinema in India тощо та інших журналів і газет.

### Театр
Заїді зацікавилася дизайном костюмів під час навчання в школі Вудстока, штат Массурі, де велась велика театральна діяльність. Також, завдяки впливу її матері Кудсії Заїді, яка наприкінці 1950-х разом із Хабібом Танвіром та іншими друзями заснувала Театр Хіндустані. Під час навчання в коледжі в Miranda House вона почала допомагати з постановками на сцені, а також активно цікавилася індуїстським театром.
Після отримання ступеня бакалавра Шама вступила до Слейдської школи мистецтв у Лондоні на річний курс сценографії та дизайну костюмів. Потім вона працювала в Німеччині у Франкфуртському муніципальному театрі як учениця і деякий час як спостерігачка у Берлінському ансамблі. (Учениця з дизайну сцени, кіно і телебачення у пана Хайна Хекрота, Франкфурт-на-Майні, Західна Німеччина. Гер Хекрот був дизайнером «Червоних черевичків», «Казок Гофмана» тощо).
Вона повернулася у Делі в 1961 році і розробляла костюми для театру Hindustani, а потім переїхала до Бомбею в 1965 році, де працювала сценаристкою, дизайнеркою, виконавчим директором Індійської народної театральної асоціації (IPTA), Мумбай. З 1980 року вона створювала більше для кіно та телебачення, ніж для театру.
Вона працювала сценаристкою, режисером, художницею по костюмах або художньою керівницею наступних постановок:

#### Сценічні постановки
- Чоу Ень-Лай, конкурс історичних костюмів у Лоді Гарденс, Нью-Делі

#### Театр «Індустані»
- Шакунтала (1958) — Дизайн костюмів
- Мітті кі Гааді (1958) — художниця з костюмів та художниця-постановниця
- Халід Кі Кхала (1958) — художниця з костюмів тахудожниця-постановниця
- Мудраракша (1962) — режисура та дизайн костюмів
- Суфаїд Кундалі (1963) — художниця з костюмів та художниця-постановниця
- Мера Наам Труфалдін (1964) — адаптація та дизайн костюмів

#### Індійська народна театральна асоціація, Мумбаї
З 1972 року вона брала участь у Міжвузівському конкурсі театрального мистецтва IPTA як член журі.
- Переклала/адаптувала більше десятка п'єс мовою гіндустані з різних мов.

### Кіно
Вона написала сценарії/діалоги для документальних і художніх фільмів із Сатьяджитом Реєм, Шьямом Бенегалом, М. С. Сатью та іншими. Вона також працювала художницею покостюмах та художницею-постановницею.

#### Фільмографія
- Чарандас Хор (1975) (Злодій Чарандас)

Режисер Шьям Бенегал ; Сценарій Шама Заїді заснований на переказі Хабіба Танвіра відомої народної казки Раджастану. Пісні були написані Хабібом Танвіром, а більшість діалогів були імпровізовані народними артистами.
- Гарм Хава (Гарячі вітри) 1974 / Кольоровий / 136 хв. / Урду Режисер М. С. Сатью ; Сценарій Шама Заїді та Кайфі Азмі ; Дизайн костюмів Шама Заїді

За мотивами оповідання Ісмат Чугтаї, яке вона екранізувала. Премія Filmfare за найкращий сценарій (розділила з Кайфі Азмі).
- Мантан (Збивання) 1976 / Кольоровий / 134 хв. / Гінді

Режисер Шьям Бенегал ; художня керівниця Шама Заїді
- Шатрандж Ке Хілларі शतरंज के खिलाड़ी (Шахісти) 1977 / Гінді

Режисер Сатьяджіт Рей ; художниця по костюмах Шама Заїд,і також допомагала Рею з пошуком довідкового матеріалу і перекладала діалоги з Джаведом Сіддікі для індійських персонажів мовою урду.
- Каннешвара Рама (Легендарний розбійник) 1977 / Кольоровий / 137 хв. / Канада та Гінді

Режисер М. С. Сатью ; Сценарій Шама Заїді заснований на подвигах легендарного дакота регіону Малнад у штаті Карнатака.
- Бхуміка (Роль) 1977 / Кольоровий / 142 хв. / Гінді

Режисер Шьям Бенегал ; художня керівниця Шама Заїді. За мотивами біографії Ганзи Вадкар, зірки маратхського народного театру і кіно 1940-х років.
- Умрао Джаан (Куртизанка) /Кольоровий / Гінді

Режисер Музаффар Алі ; сценарій Шами Заїді та Джавед Сіддікі За мотивами роману урду 19-го століття.
- Чакра (Колесо) 1980 / Кольоровий / 140 хв. / Гінді

Режисер Робін (Рабіндра) Дхармраджа; Сценарій і діалоги Шами Заїді та Джавед Сіддікі За мотивами роману Джайванта Далві.
- Бара/Суха (Голодомор) 1981 / Кольоровий / 140 хв. / Канада та Гінді

Режисер М. С. Сатью ; Сценарій і діалоги Шами Заїді та Джавед Сіддікі На основі короткого роману У. Р. Анантамурті.
- Аарохан (Сходження) 1982

Режисер Шьям Бенегал ; Сценарій Шами Заїді заснований на відомій справі про земельну суперечку.
- Манді (Торговий майданчик) 1983 / Кольоровий / 160 хв. / Гінді

Режисер Шьям Бенегал ; Сценарій: Шама Заїді, Шьям Бенегал та Сатьядев Дубей.
- Кахан Кахан Се Гузар Гая (Шляхи, які я пройшов) 1985 / Кольоровий / Гінді

Режисер М. С. Сатью ; Оригінальний сценарій Шама Заїді
- Сусман (Сутність) 1986 / Кольоровий / 140 хв. / Гінді

Режисер Шьям Бенегал ; Сценарій Шама Заїді Оригінальний сценарій про ткачів ручного виробництва в Андхра.
- Трікаал (Минуле, сьогодення, майбутнє) 1986

Режисер Шьям Бенегал ; Сценарій Шама Заїді і Шьям Бенегал, Ідея Шьям Бенегал.
- Антарнаад (Внутрішній голос) 1993

Режисер Шьям Бенегал ; Сценарій Шама Заїді та Суніл Шанбаг Оригінальний сценарій заснований на соціально-релігійному русі Свадхьяя, заснованому Пандурангом Шастрі Атавале.
- Сурадж Ка Сатван Года (Сьомий Кінь Сонця) 1994

Режисер: Шьям Бенегал; Сценарій Шама Заїді Сценарій-головоломка за романом Дхарамвіра Бхараті.
- Galige 1994

Режисер М. С. Сатью ; Сценарій С. Рамасвамі, Шама Заїді та Сатіш Сегал
- Маммо 1995

Режисер: Шьям Бенегалl ; Сценарій Шама Заїді та Халід Мохамед
- Створення Махатми 1996

Режисер: Шьям Бенегалl ; Сценарій Шама Заїді, Шям Бенегал і Фатіма Мір Спільне індо-південноафриканське виробництво про життя Махатми Ганді в Південній Африці.
- Сардарі Бегум 1997 / Кольоровий / 123 хв. / Урду

Режисер: Шьям Бенегалl ; Сценарій Шама Заїді та Халід Мохамед
- Нішант

Мистецький напрям Шама Заїді
- Мрігтрішна

Дизайн костюмів Шама Заїді
- Haribhari 2000 / Кольоровий / Гінді

Режисер: Шьям Бенегал ; Сценарій і діалоги Шама Заїді Фільм про розширення прав і можливостей жінок, створений для Міністерства сімейного добробуту.
- Зубейда 2001/ Кольоровий / Гнді

Напрямок Шьям Бенегал ; Додатковий сценарій і діалоги Шама Заїді
- Нетаджі Субхас Чандра Бозе: Забутий герой: 2002-04/ Кольоровий/хінді-англійська

Режисер: Шьям Бенегал; Сценарій і діалоги Шама Заїді та Атул Тіварі Фільм про останні роки Субхаса Чандри Боза для Розваги в Сахарі
- Чамкі Чамелі 2005-2006/ Кольоровий/ Гінді

Режисер: Шьям Бенегал ; Сценарій і діалоги Шама Заїді та Атул Тіварі. Фільм, натхненний повістю 19-го століття «Кармен» Проспера Меріме
- Муджиб: Становлення нації 2019-22/ Кольоровий/Бенгальська

Режисер: Шьям Бенегал ; Сценарій і діалоги Шама Заїді та Атул Тіварі Фільм про життя Бангабандху